# روبرتو بونت
روبرتو بونت (بالإسبانية: Roberto Bonet)‏ هو مدرب كرة قدم ولاعب كرة قدم باراغواياني، ولد في 17 نوفمبر 1980 في لامباريه، باراغواي في باراغواي. لعب مع أوليمبيا أسونسيون وكيلمس ونادي راسينغ ونادي غواراني ونادي ليبرتاد.

## وصلات خارجية
- روبرتو بونت على موقع إي إس بي إن إف سي (الإنجليزية)